# Катериновка (Лиманская городская община)
Катери́новка (укр. Катеринівка) — в Лиманской городской общине Краматорского района Донецкой области Украины.

## Общие сведения
Население по переписи 2001 года составляло 77 человек. Почтовый индекс — 84422. Телефонный код — 6261.